# Tyrinthia obtusa
Tyrinthia obtusa är en skalbaggsart som beskrevs av Bates 1881. Tyrinthia obtusa ingår i släktet Tyrinthia och familjen långhorningar. Inga underarter finns listade i Catalogue of Life.